# Corniaspa
Corniaspa a fost un oraș din regiunea antică Pontus, lângă frontierele Galatiei, care a fost locuit în perioada romană și bizantină. Potrivit unor surse, teologul arian Eunomie din Cizic s-ar fi născut la Corniaspa la începutul secolului al III-lea.
Teritoriul vechiul oraș este situat la est de orașul modern Yozgat din Turcia Asiatică.